# Crkva Presvetog Trojstva u Otočcu
Crkva Presvetog Trojstva u Otočcu je katolička župna crkva u Otočcu posvećena Presvetom Trojstvu.
Imala je burnu prošlost, nekoliko puta je teško stradavala. Prva crkva izgorjela je u požaru 1648. godine. Nova crkva završena je tek 1702. godine.  Otočki kapelan, a kasnije i župnik Aurelije Lukateli dao je župnu crkvu 1710. godine produljiti i povisiti, a dao je pozlatiti glavni oltar, te oltar sv. Ante i "oltar duše od purgatoria (čistilišta)". Uskoro je napravljen i novi zvonik te vrata i prozori. Jak vjetar oštetio je krov i križ s tornja 1760. godine. Obnovu crkve pomogla je i carica Marija Terezija i njezin sin Josip II. Od 1775. do 1782., mnogo toga je obnovljeno i novosagrađeno, poput dodatnih oltara, propovijedaonice i novih klupa.
Od udara groma u potpunosti je izgorjela 1868. godine. Obnovu je pomogao i car Franjo Josip I. darovavši četiri nova zvona. Na pročelju je naslikana freska "Kraljica Mira" 1916. godine, rad natporučnika 79. otočke pukovnije "Grof Jelacic" Maksimilijana Ducheka u spomen na poginule vojnike.
JNA je crkvu pogodila granatama 15. rujna 1991. Vatra se proširila na čitav krov, koji je u potpunosti izgorio. Pri tome je vatra teško oštetila glavni oltar i pokrajnje oltare sv. Fabijana i Sebastijana te sv. Nikole. Obnovu je započeo župnik Vlado Pezelj, koji je crkvu obnavljao i prije Domovinskoga rata. Postupno je obnovljena crkva i župni stan uz nju.